# Тартаков, Иоаким Викторович
Иоаким Викторович Тартаков (2 ноября 1860, Одесса — 23 января 1923, Петроград) — русский оперный певец (баритон) и режиссёр. Заслуженный артист императорских театров.

## Биография

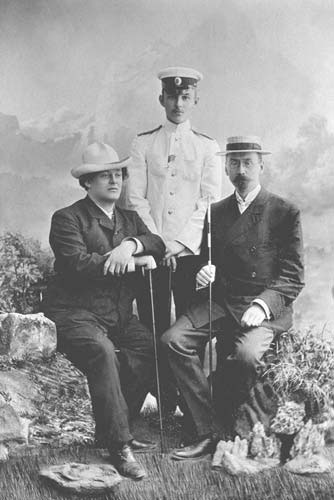
Слева направо — Иоаким Тартаков, Пётр Губонин, Алексей Бахрушин.

Родился 2 ноября 1860 года в Одессе в еврейской семье.
Окончил Петербургскую консерваторию, ученик Камилло Эверарди. С большим успехом дебютировал в 1881 году в Одессе. В следующем году пел в Санкт-Петербурге, выступал до 1884 года на сцене Императорского Мариинского театра, работал педагогом в музыкальной школе им. Н. А. Римского-Корсакова. Затем несколько лет гастролировал по стране, пел в Киеве, Тбилиси, на сценах провинциальных оперных театров. В 1894 году возвратился в Санкт-Петербург и до конца жизни выступал в Мариинском театре, а с 1909 года также занимал должность главного режиссёра. Гастролировал в Англии, Германии, Дании.
С 1920 года был профессором Петроградской консерватории.
Скончался 22 января 1923 года от ушибов, полученных в автомобильной аварии на проспекте Обуховской обороны, когда он возвращался с шефского концерта для рабочих. Похоронен в Некрополе мастеров искусств.

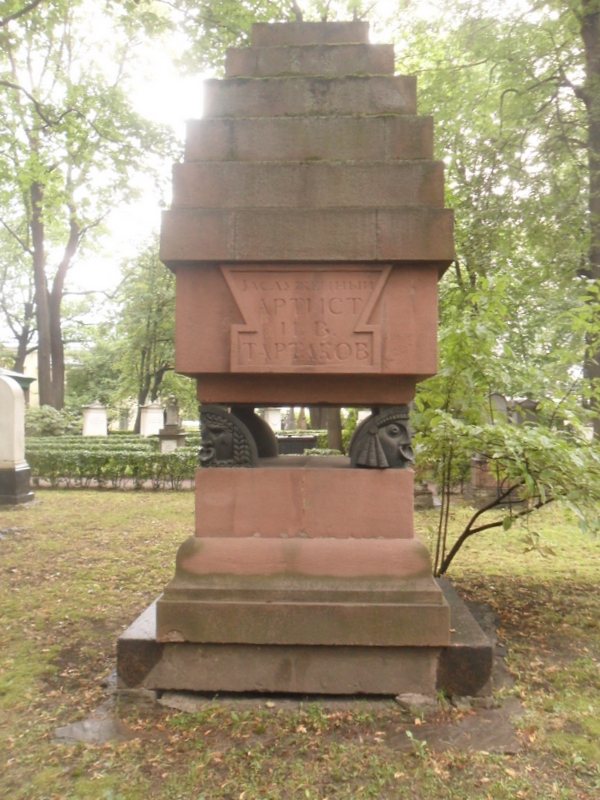
Могила И. В. Тартакова в Некрополе мастеров искусств

## Творчество

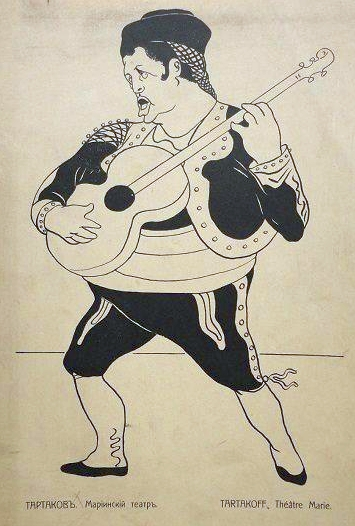
Шарж работы Поля Робера, 1903

Первый исполнитель в России заглавной партии в опере Тома «Гамлет», а также первый исполнитель в Мариинском театре партий Григория Грязного («Царская невеста» Н. Римского-Корсакова), Зурги («Искатели жемчуга» Ж. Бизе), Дон-Карлоса («Каменный гость» А. Даргомыжского.
Среди других партий в репертуаре И. Тартакова:
- Демон («Демон» А. Г. Рубинштейна)
- Елецкий («Пиковая дама» П. И. Чайковского)
- Онегин («Евгений Онегин» П. И. Чайковского)
- Риголетто («Риголетто» Дж. Верди)
- Яго («Отелло» Дж. Верди)
- Тонио («Паяцы» Р. Леонкавалло)

## Семья
- Первая жена — Мария Ивановна Шаховская, дочь Ивана Николаевича Шаховского и Елизаветы Николаевны Шаховской (Тепловой) (14(02).02.1858—?). В браке родилось три сына:
  - Александр Иоакимович Тартаков (1887, Киев — январь 1942, Ленинград) — получил режиссерское образование в Петрограде. Супруга: Елизавета Михайловна Потапова (1895—1982). Дочь Мария Александровна Тартакова (1924—2002).
  - Иван Иоакимович Тартаков (1895, Санкт-Петербург — 1949, Бельгия) — музыкант, во время революции эмигрировал. Дочь: Мари Либер (р. 1944).
  - Георгий Иоакимович Тартаков (1901—1977) — музыкант и педагог, автор биографической книги об отце «Книга о И. В. Тартакове».
- Вторая жена — Мильда Карловна Тартакова (1888—1949). В браке родилась дочь Елизавета Иоакимовна Тартакова (1922—2001). Обе похоронены в Архангельске.
- По непроверенному утверждению дирижёра Антона Шароева и писателя Осипа Дымова (на основании распространённых в ту пору слухов[4]), сам Иоаким Викторович мог быть внебрачным сыном Антона Рубинштейна; Шароев же утверждает, что внебрачным сыном Тартакова был его отец пианист Георгий Шароев[азерб.], в молодости выступавший с Тартаковым как аккомпаниатор и фигурировавший в афишах как Георгий Тартаков[5]